# Хорошун, Александр Алексеевич
Александр Алексеевич Хорошун — советский государственный и политический деятель, генерал-майор.

## Биография
Родился в 1913 году в Конотопе. Член КПСС с 1940 года.
С 1929 года — на хозяйственной, общественной и политической работе. В 1929—1973 гг. — рабочий, ученик маркшейдерского бюро, маркшейдер-съемщик новых шахт в Чистякове, помощник маркшейдера шахты Центральная Боковая, младший маркшейдер треста «Донпромуголь» в Красном Луче, помощник оперуполномоченного 3-го отделения 4-го отдела, оперуполномоченный 2-го отдела УГБ УНКВД по Харьковской области, следователь ОО ГУГБ НКВД по 12-й армии Киевского ОВО, следователь, старший следователь УНКВД, старший оперуполномоченный УНКГБ — УНКВД по Харьковской области, организатор партизанского движения на оккупированной территории, старший оперуполномоченный 1-го Управления НКВД Украинской ССР, начальник 5-го отделения КРО УНКВД — 2-го отдела УНКГБ по Харьковской области, начальник 10-го, 1-го отделений 2-го отдела, заместитель начальника 2-го, 5-го отделов УНКГБ — УМГБ Украинской ССР по Львовской области, начальник отделения 1-го Управления, начальник отделения, заместитель начальника, начальник 4-го отдела 2-го Управления МГБ Украинской ССР, начальник УМГБ Украинской ССР по Сумской области, заместитель начальника, начальник УМВД Украинской ССР по Сумской области, начальник УКГБ при СМ Украинской ССР по Сумской области, начальник УКГБ при СМ Украинской ССР по Полтавской области.
Делегат XXII и XXIII съездов КПСС.
Умер в Харькове в 2007 году.